# Linea C (metropolitana di Roma)
La linea C è una linea della metropolitana di Roma che attraversa la parte sud-orientale della città. Collega il capolinea provvisorio di San Giovanni con il capolinea di Monte Compatri-Pantano, situato nel comune di Monte Compatri. È la linea di metropolitana automatica più lunga d'Italia.
Si estende per 18,7 km con 22 fermate, di cui una di interscambio con la linea A (San Giovanni) e altre due con la ferrovia Roma-Giardinetti. Sono inoltre in costruzione altre tre stazioni, di cui una di interscambio con la linea B (Colosseo), nonché la realizzazione di un nodo di scambio con le linee ferroviarie FL1 e FL3 presso la fermata di Pigneto. Sono previste ulteriori 7 stazioni della linea (tratte T2 e T1), di cui una di interscambio con la linea A ad Ottaviano, con finanziamenti fino al 2032 stanziati nella legge di bilancio 2023.
Si tratta della terza linea di metropolitana costruita nella capitale italiana e della prima con convogli automatici senza personale a bordo, costruiti da AnsaldoBreda, e dotata di un sistema di porte che separa la banchina dai binari ferroviari. È ad oggi l'unica linea di metropolitana automatica di tipo pesante in Italia ed è contraddistinta dal colore verde usato per le decorazioni interne dei treni, delle stazioni e per la colorazione sulle mappe.

## Storia

### Il progetto e i lavori
La storia della linea C comincia negli anni novanta con l'erogazione dei primi finanziamenti statali per parte della linea e i progetti preliminari con annesse valutazioni per l'impatto ambientale che avrebbe avuto; si prevedeva di aprire la terza linea in vista del giubileo del 2000. Nel dicembre 2001 il CIPE inserì la linea C tra le opere strategiche della legge obiettivo. L'anno successivo, dopo l'approvazione del progetto da parte del comune, lo Stato finanziò parte del tracciato, nel 2004 venne approvato il progetto anche da parte del CIPE e nel 2005 venne pubblicato il bando di gara per l'affidamento dei lavori. La gara venne vinta dall'ATI "Metro C s.c.p.a.", nata come società per azioni, composta da Astaldi (34,5%), Vianini Lavori (34,5%), Ansaldo Trasporti Sistemi Ferroviari (14%), Cooperativa Muratori e Braccianti di Carpi (10%), Consorzio Cooperative Costruzioni (7%).
Nel maggio 2006 furono aperti i cantieri per le prime indagini archeologiche. Il rinvenimento di manufatti edilizi di epoca romana in largo di Torre Argentina portò alla cancellazione della stazione Argentina dal progetto. A luglio 2007 vennero aperti i cantieri da San Giovanni ad Alessandrino e nel maggio 2008 furono varate, a pochi giorni di distanza l'una dall'altra, le due "talpe" TBM nel pozzo d'introduzione del cantiere Giardinetti.
Nel luglio 2008 venne chiuso il tratto Pantano-Giardinetti della linea ferroviaria ex concessa Roma Laziali-Pantano in modo da far confluire nel tratto in superficie il percorso della linea C. Il 9 ottobre, durante gli scavi archeologici a Piazza Venezia, fu rinvenuto un edificio di epoca imperiale che si suppone sia l'Athenaeum di Adriano.
Il 28 aprile 2010 il sindaco di Roma annunciò nuove date per il completamento dei lavori: fine 2013 per la tratta "Monte Compatri-Pantano - San Giovanni", 2016 per la tratta "San Giovanni-Fori Imperiali" e 2018 per l'intera linea "Monte Compatri-Pantano-Clodio/Mazzini", con due anni di ritardo rispetto al programma originale, malgrado l'ATI avesse vinto la gara proprio in virtù del teorico accorciamento di due anni sui tempi originariamente previsti.
Il 2 luglio 2011 Roma Metropolitane diede la notizia che gli scavi della tratta prioritaria fino a San Giovanni erano stati completati.

### L'inaugurazione e i primi prolungamenti
Il 15 dicembre 2013 il primo tratto della linea C, da Pantano a Parco di Centocelle, fu consegnato ad ATAC per il pre-esercizio. La sua apertura avvenne il 9 novembre 2014.
L'11 maggio 2015 venne consegnata ad ATAC la seconda tratta, da Mirti a Lodi. Il 19 maggio 2015 ebbe inizio il pre-esercizio anche per le corse tra Alessandrino e Lodi, il che permise di osservare una cadenza di 6 minuti tra le stazioni di Lodi e Alessandrino e di 12 minuti nella tratta Alessandrino-Pantano. Il modello di esercizio scelto non prevedeva comunque corse limitate ad Alessandrino, garantendo stessa frequenza e stesso tempo di attesa su tutta la linea. Tale tratta fu inaugurata il 29 giugno 2015.
A partire dall'aprile 2017 fu effettuato il collaudo della tratta Lodi-San Giovanni, fino al pre-esercizio della stessa, svoltosi tra marzo ed aprile 2018. L'apertura di questa tratta avvenne il 12 maggio 2018.. 
La stazione di San Giovanni è stata la prima archeo-stazione della metropolitana di Roma: l'esposizione dei reperti si caratterizza per essere un tour con teche per i reperti lungo il percorso, pannelli esplicativi sui muri e una misurazione temporale delle fasi storiche che segue il percorso dei passeggeri dal piano atrio al piano delle banchine. Tra i vari reperti archeologici ritrovati ed esposti figurano elementi piccoli, come gioielli in oro, monete, vasellame e gusci di molluschi.

### La fase più recente
È in costruzione la sub-tratta della T3 compresa tra le stazioni Porta Metronia e Colosseo con completamento previsto entro il 2025. I cantieri di tale tratta vennero aperti il 15 aprile 2013 e vi sono state utilizzate le TBM da 6,70 m, anziché quelle da 10,10 m originariamente previste dalla tecnica di scavo "modello Roma". Tale tecnica prevedeva la realizzazione sotto gli strati archeologici per tutta la lunghezza del percorso di gallerie a sezione maggiorata, tali da alloggiare le banchine di stazione, rendendo possibile l'aggiunta di stazioni lungo la galleria realizzata. Questa flessibilità avrebbe inoltre consentito di variare facilmente la posizione delle discenderie e delle uscite di stazione, che dovendo essere scavate "a cielo aperto" dal livello stradale (ed attraversare, quindi, lo strato archeologico) avrebbero potuto essere riposizionate in seguito a rinvenimenti di particolare importanza.
Il 10 settembre 2013, tramite un accordo tra il comune e il consorzio Metro C SpA, sono state superate le diatribe che portarono alla chiusura dei cantieri con la rimodulazione del contratto tra le parti. Il contratto prevede a carico del consorzio sia penali che la rescissione del contratto. Nel corso delle indagini archeologiche svolte nel 2015 è stata rinvenuta nell'area della stazione Porta Metronia un'antica caserma risalente al II secolo d.C.; il nuovo progetto della stazione prevede lo smontaggio e lo spostamento dei reperti, che infine saranno ricollocati alla profondità originaria.
Il 20 dicembre 2019 il Comitato interministeriale per la programmazione economica, durante il governo Conte II, ha approvato la proposta di prolungamento della tratta T3, limitatamente alle sole gallerie, fino a piazza Venezia in modo da non compromettere il futuro della linea ed estrarre le teste fresanti delle TBM una volta realizzata la stazione. Lo scavo delle gallerie fino a piazza Venezia è stato completato il 29 agosto 2020. Nel gennaio 2021 Roma Capitale ha sottoposto al Ministero delle infrastrutture e dei trasporti il progetto definitivo della stazione Venezia, così da ottenere il relativo finanziamento. Nello stesso mese, dopo il parere favorevole delle commissioni parlamentari, il governo Conte II ha nominato Maurizio Gentile commissario straordinario per il completamento della linea; tale nomina è stata confermata nell'aprile 2021 dal governo Draghi. A giugno 2021 la società costruttrice ha consegnato il pozzo multifunzionale tra San Giovanni e Porta Metronia, contenente la "croce di scambio" che permette ai treni di invertire la marcia dopo San Giovanni. Ad agosto 2021 è stato approvato il progetto per la stazione Venezia. A novembre 2021 Gentile si è dimesso dall'incarico e a marzo 2022 Maria Lucia Conti è stata nominata nuovo commissario straordinario.
Il 2 gennaio 2023 la Commissaria straordinaria del Governo, Maria Lucia Conti, ha emanato un'ordinanza che approva il progetto definitivo e il quadro economico della tratta della linea C Venezia-Colosseo.
Il 22 giugno 2023 sono stati inaugurati i cantieri della stazione Venezia.

### Progetti futuri
| Tratta e stazioni | Tratta e stazioni                                | Inizio lavori           | Inaugurazione (prevista) | Lunghezza | Stazioni | Stato del progetto                                |
| ----------------- | ------------------------------------------------ | ----------------------- | ------------------------ | --------- | -------- | ------------------------------------------------- |
| Tratta T3         | San Giovanni ↔ Porta Metronia (stazioni escluse) | 21 marzo 2013           | —                        | 0,4 km    | —        | Tratto attivo con croce di scambio di via Sannio  |
| Tratta T3         | Porta Metronia ↔ Colosseo                        | 21 marzo 2013           | Fine 2025                | 2,1 km    | 2        | In completamento                                  |
| Tratta T3         | Colosseo ↔ Venezia (stazioni escluse)            | 21 marzo 2013           | —                        | 0,7 km    | —        | In completamento                                  |
| Tratta T2         | Venezia                                          | 22 giugno 2023          | 1º trimestre 2033        | 0,1 km    | 1        | In costruzione                                    |
| Tratta T2         | Venezia (esclusa) ↔ Clodio/Mazzini               | Gennaio 2026 (previsto) | 4º trimestre 2035        | 3,9 km    | 4        | Linea commissariata e finanziata fino a Farnesina |
| Tratta T1         | Clodio/Mazzini ↔ Farnesina                       | Gennaio 2026 (previsto) | 4º trimestre 2035        | 2,5 km    | 2        | Linea commissariata e finanziata fino a Farnesina |
| Tratta T1         | Farnesina ↔ Tor di Quinto                        | —                       | —                        | 3,1 km    | 2        | —                                                 |
| Diramazione C2    | Farnesina ↔ Grottarossa                          | —                       | —                        | 7,5 km    | 5        | —                                                 |
| Diramazione C1    | Teano ↔ Ponte Mammolo                            | —                       | —                        | 4,9 km    | 5        | —                                                 |

Sono in corso i lavori per il completamento della tratta T3 San Giovanni-Colosseo, più precisamente della sub-tratta da Porta Metronia a Colosseo; le gallerie della sub-tratta Colosseo-Venezia, anch'esse comprese nella tratta T3, sono state completate ad agosto 2020. Il progetto della stazione Venezia è stato approvato ad agosto 2021.
Sviluppi futuri prevedono la costruzione delle tratte Venezia-Clodio/Mazzini, lunga 4 km e con 4 stazioni, e Clodio/Mazzini-Farnesina, lunga 2,5 km e con 2 stazioni.
Con d.m. del MIMS, nel 2022 sono stati stanziati 1,6 miliardi € per la linea C: 610 milioni per la stazione Venezia e 990 milioni per il lotto costruttivo della tratta T2. Nella legge di bilancio per il 2023 varata dal governo Meloni vengono inoltre stanziati ulteriori 2,2 miliardi di euro (ripartiti annualmente fino al 2032) per completare i finanziamenti della tratta T2 e consentire di avviare contestualmente anche i lavori di costruzione della tratta T1, fino a Farnesina.

## Caratteristiche
| Unknown route-map component "uextKHSTACCa" |

| Unknown route-map component "utCONTgq" | Unknown route-map component "uextTINTACCtu" | Unknown route-map component "utCONTfq" |

| Unknown route-map component "uextBST" |

| Unknown route-map component "uextHSTACC" |

| Unknown route-map component "utKBSTxa" |

| Unknown route-map component "utCONTgq" | Unknown route-map component "utTINTACCtu" | Unknown route-map component "utCONTfq" |

| Unknown route-map component "utHSTACC" |

| Unknown route-map component "utHSTACC" |

| Unknown route-map component "utHSTACC" |

| Unknown route-map component "utBST" |

| Unknown route-map component "utHSTACC" |

|  | Unknown route-map component "uetABZgl" | Unknown route-map component "uextCONTfq" |

| Unknown route-map component "utHSTACC" |

| Unknown route-map component "utHSTACC" |

| Unknown route-map component "CONTgq" | Unknown route-map component "STR+r" | Urban tunnel straight track |  |  |

| Small non-passenger station on track | Unknown route-map component "utHSTACC" |  |

| Small non-passenger station on track | Urban tunnel straight track |  |

| Small non-passenger station on track | Unknown route-map component "utHSTACC" |  |

| Straight track | Unknown route-map component "utBST" |  |

| Small non-passenger station on track | Unknown route-map component "utHSTACC" |  |

| Small non-passenger station on track | Unknown route-map component "utHSTACC" |  |

| Unknown route-map component "KDSTxe" | Urban tunnel straight track |  |

| Unknown route-map component "exHST" | Unknown route-map component "utHSTACCe@g" |  |

| Unknown route-map component "exKRWl" | Unknown route-map component "exKRW+r" + Urban straight track |  |

| Unknown route-map component "HSTeBHF" + Unknown route-map component "uHSTACC" |

| Unknown route-map component "uHSTACC" |

|  | Unknown route-map component "uemABZg2" | Unknown route-map component "exSTRc3" |

|  | Unknown route-map component "utSTRa@f" + Unknown route-map component "exSTRc1" | Unknown route-map component "exSTR+4" |

| Unknown route-map component "exSTR+l" | Unknown route-map component "uemtTHSTx" | Unknown route-map component "exSTRr" |

| Unknown route-map component "exSTR2" | Unknown route-map component "utSTRe@g" + Unknown route-map component "exSTRc3" |  |

| Unknown route-map component "exSTRc1" | Unknown route-map component "uemABZg+4" |  |

| Unknown route-map component "uHSTACC" |

| Unknown route-map component "uemHST" |

| Unknown route-map component "uACC" |

| Unknown route-map component "exKRW+l" | Unknown route-map component "exKRWr" + Urban straight track |  |

| Unknown route-map component "exSTR" | Unknown route-map component "uHSTACC" |  |

| Unknown route-map component "exSTR" | Unknown route-map component "uHSTACC" |  |

| Unknown route-map component "exBHF" | Unknown route-map component "uhSTRae" |  |

| Unknown route-map component "exKRWl" | Unknown route-map component "exKRW+r" + Urban straight track |  |

| Unknown route-map component "uHSTACC" |

|  | Unknown route-map component "uemABZg2" | Unknown route-map component "exSTRc3" |

|  | Unknown route-map component "utHSTACCa@g" + Unknown route-map component "exSTRc1" | Unknown route-map component "exSTR+4" |

| Unknown route-map component "exSTR+l" | Unknown route-map component "uemtTHSTx" | Unknown route-map component "exSTRr" |

| Unknown route-map component "exSTR2" | Unknown route-map component "utSTRe" + Unknown route-map component "exSTRc3" |  |

| Unknown route-map component "exSTRc1" | Unknown route-map component "uemABZg+4" |  |

| Unknown route-map component "exKRW+l" | Unknown route-map component "exKRWr" + Urban straight track |  |

| Unknown route-map component "exSTR" | Unknown route-map component "uhHSTACCa" |  |

|  | Unknown route-map component "exSTR" | Unknown route-map component "uhABZg+l" | Unknown route-map component "lhSTRe@gq" + Unknown route-map component "uKDSTeq" |  |

| Unknown route-map component "exBHF" | Unknown route-map component "uhKACCe" |  |

| Unknown route-map component "exCONTf" |

La linea è elettrificata tramite linea aerea di contatto a catenaria rigida con tensione a 1500 V in corrente continua ed è composta da 22 stazioni.
Si estende per 18,7 km. I treni, come nel resto della rete di metropolitana romana, circolano sul binario di sinistra.
In caso di necessità, per guasti o altro, i treni possono effettuare inversione di marcia nei seguenti tratti o stazioni:
- Monte Compatri-Pantano
- tra Monte Compatri-Pantano e Graniti
- tra Due Leoni-Fontana Candida e Grotte Celoni
- Grotte Celoni
- tra Grotte Celoni e Torre Gaia
- tra Torrenova e Giardinetti
- tra Torre Spaccata e Alessandrino
- tra Teano e Malatesta
- tra San Giovanni e Porta Metronia

Tutte le stazioni sono prive di barriere architettoniche.

### Costi
Il costo inizialmente previsto per la tratta fondamentale, compresa tra Monte Compatri-Pantano e Clodio/Mazzini, ammontava a 3 miliardi e 739 milioni di euro. Il costo della tratta da Monte Compatri-Pantano a Colosseo è previsto essere di 3 miliardi e 19 milioni di euro. Per il completamento della tratta fondamentale da Piazza Venezia a Clodio/Mazzini i costi non sono ancora noti, in quanto non è ancora completata la revisione progettuale.
In particolare, per la tratta da San Giovanni ad Alessandrino i costi sono così ripartiti:
- 70% dallo Stato
- 30% da Roma Capitale

Per le rimanenti tratte:
- 70% dallo Stato
- 18% da Roma Capitale
- 12% dalla Regione Lazio

## Traffico
| anno | anno |  | passeggeri | passeggeri |
| ---- | ---- |  | ---------- | ---------- |
| 2023 | 2023 |  | 14 964 587 | 14 964 587 |
| 2022 | 2022 |  | 13 552 624 | 13 552 624 |
| 2021 | 2021 |  | 11 704 664 | 11 704 664 |
| 2020 | 2020 |  | 10 265 213 | 10 265 213 |
| 2019 | 2019 |  | 18 724 395 | 18 724 395 |
| 2018 | 2018 |  | 16 197 822 | 16 197 822 |
| 2017 | 2017 |  | 12 258 920 | 12 258 920 |
| 2016 | 2016 |  | 13 301 029 | 13 301 029 |
| 2015 | 2015 |  | 7 643 109  | 7 643 109  |
| 2014 | 2014 |  | 500 665    | 500 665    |

## Materiale rotabile

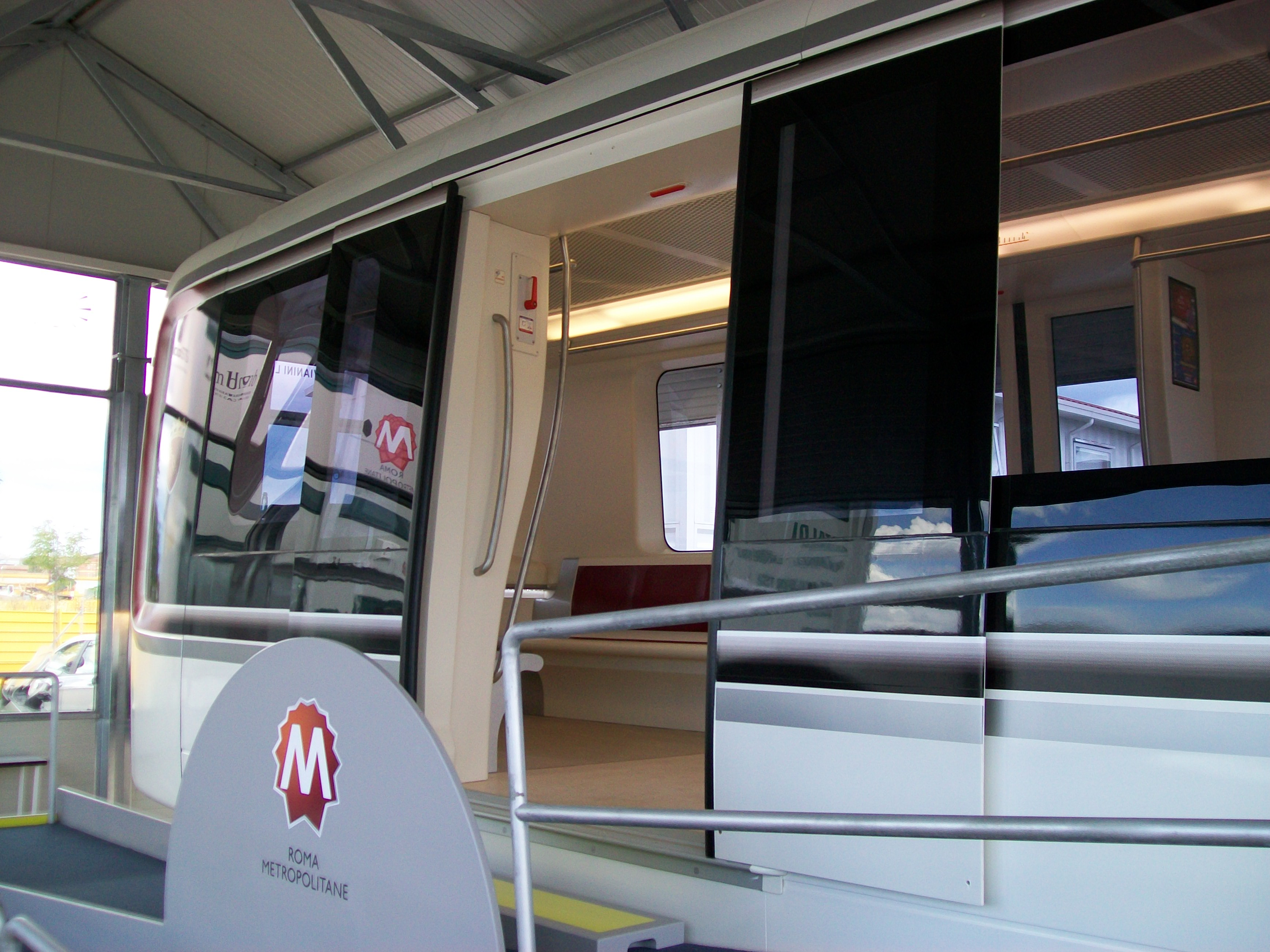
Particolare dei treni utilizzati sulla linea

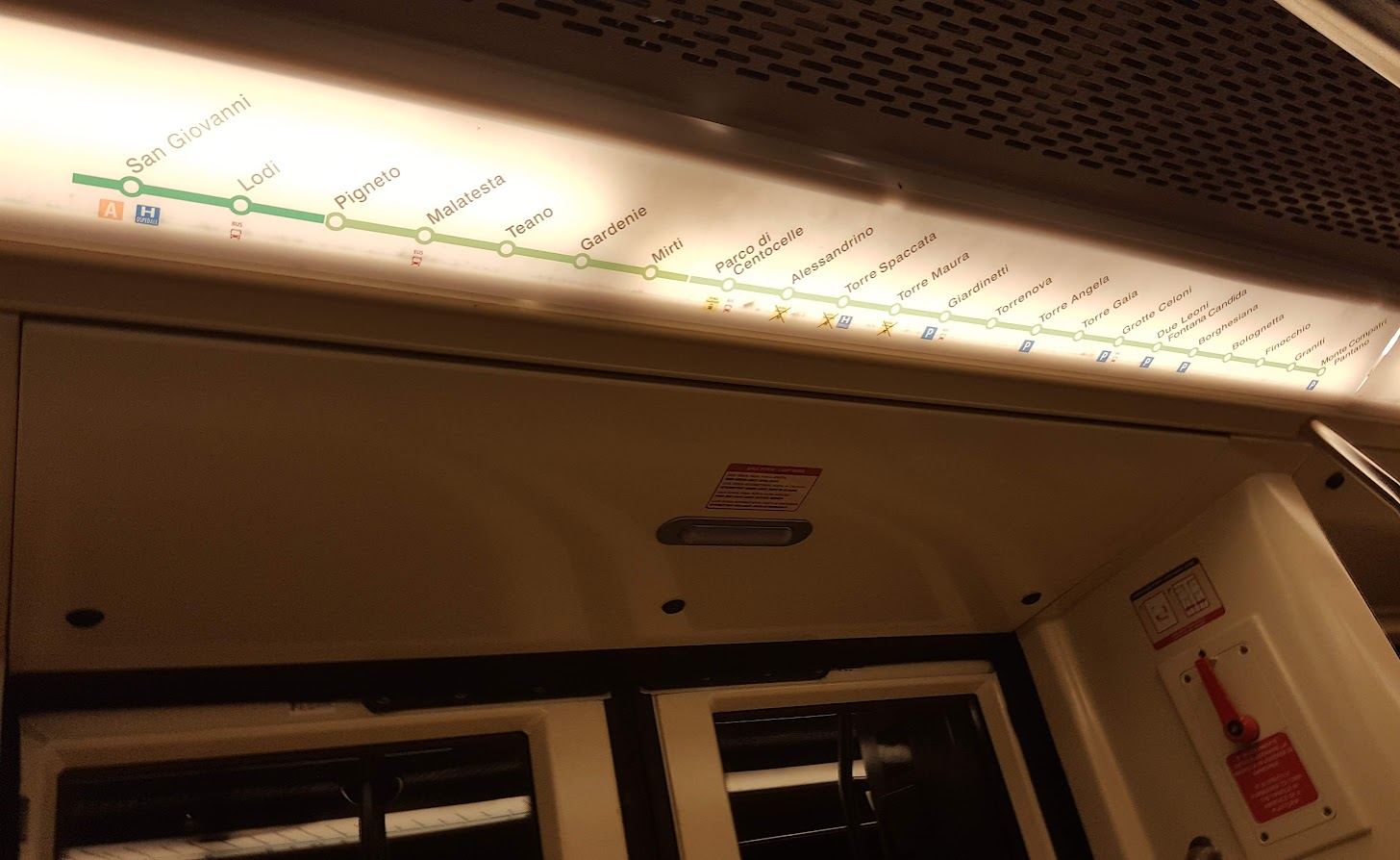
Tabella delle fermate presente sui treni

I convogli Serie MCV00 derivano dalla classe Metropolitana Automatica AnsaldoBreda, già in uso per le linee M4 e M5 a Milano, a Copenaghen e a Brescia; AnsaldoBreda ha acquisito competenze in merito alla progettazione di metropolitane automatiche fornendo rotabili adottati da altre metropolitane, costruite o in costruzione, in Italia e all'estero. I convogli sono dotati di 6 casse e lunghi poco più di 109 metri, con una capienza di 1204 passeggeri. Tra tutte le metropolitane che adottano questo tipo di rotabili, la linea C di Roma è l'unica ad utilizzare l'alimentazione a 1500 V tramite linea aerea di contatto e non a 750 V tramite terza rotaia.
Il primo ordine comprende 13 convogli, seguito da un ordine di 2 treni per la tratta T3, che diventeranno 30 con il completamento del tracciato fondamentale Monte Compatri-Pantano-Clodio/Mazzini. La velocità massima sarà pari a 90 km/h, la velocità commerciale (ovvero la velocità media, compresi i tempi di sosta alle fermate) sarà pari a 35 km/h.
AnsaldoBreda è stata già costruttrice dei convogli delle linee A e B; in particolare ha fornito i MA100 alla fine degli anni '70 e le MA200 alla fine degli anni '90 per la linea A e le MB100 per la linea B.
I convogli sono dotati di telecamere di sicurezza (2 per carrozza), sistema di comunicazione diretta con la centrale operativa, spazi per biciclette, annunci di prossima stazione, schermi informativi sul percorso e sulla città e un belvedere sui binari.
Il parco rotabili della linea è ospitato nel deposito di Graniti, situato nell'omonima zona sulla via Casilina, con un'estensione di 217000 m². L'impianto comprende altresì le officine di manutenzione, la dirigenza della linea e la centrale operativa.
| Modello                                       | Anni di esercizio | Quantità    |
| --------------------------------------------- | ----------------- | ----------- |
| Metropolitana Automatica AnsaldoBreda (MC100) | Dal 2014 a oggi   | 13 convogli |

## Servizi
Tutte le stazioni sono inoltre dotate di MEB (macchine emettitrici di biglietti) e delle Nuove Biglietterie automatiche, presso le quali è possibile acquistare i titoli di viaggio cartacei e ricaricare gli abbonamenti ordinari Metrebus.
Dalla domenica al giovedì il servizio inizia alle 5:30 e termina (con la partenza delle ultime corse dai due capolinea) alle 23:30, mentre il venerdì e il sabato è prolungato fino alle 1:30.